# Solona
La rivière Solona (en ukrainien : Солона ; en russe : Солона, Solona) est une rivière de l'est de l'Ukraine, s'écoulant dans l'oblast de Donetsk, puis dans celui de Dnipropetrovsk, où elle conflue avec la rivière Vovtcha, dans le système hydrologique de la rive gauche du fleuve Dniepr.

## Géographie
La rivière Solona prend sa source à l'est de la ville de Selydove, dans l'oblast de Donetsk, qu'elle arrose ensuite, et s'écoule vers l'ouest. Après la localité de Solone, elle infléchit son cours vers le sud-ouest, franchit la limite administrative avec l'oblast de Dnipropetrovsk, puis conflue avec la rivière Vovtcha au niveau de la localité de Fillia, peu avant celle de Novopavlivka,.